# 10954 Шпіґель
10954 Шпіґель (10954 Spiegel) — астероїд головного поясу, відкритий 24 вересня 1960 року.
Тіссеранів параметр щодо Юпітера — 3,269.